# Серце людини
Серце людини (лат. cor humanum) — це порожнистий фіброзно-м'язовий орган, що забезпечує безперервний кровообіг. Серце людини є чотирикамерним. Дві верхні камери називаються передсердями, дві нижні — шлуночками, права і ліва половини серця розділені товстою м'язовою стінкою. Правий шлуночок і ліве передсердя замикають мале коло кровообігу, лівий шлуночок і праве передсердя замикають велике коло кровообігу.
Форма серця є індивідуальною і залежить від віку, статі, тілобудови, стану здоров'я та інших чинників. Міра видовженості (фактор) форми серця — це відношення його найбільших поздовжнього і поперечного лінійних розмірів. При гіперстенічному типі тілобудови це відношення близьке до одиниці, при астенічному — порядку 1,5. Довжина серця дорослої людини становить від 10 до 15 см (найчастіше 12—13 см), ширина в основі 8—11 см (найчастіше 9—10 см), передньо-задній розмір становить 6—8,5 см (найчастіше 6,5—7 см). Маса серця в середньому у чоловіків становить 332 г (від 274 до 385 г), у жінок — 253 г (від 203 до 320 г).

## Ембріогенез
На початку свого розвитку ембріон людини абсорбує поживні речовини з матки, однак їхня кількість здатна забезпечити ріст ембріона лише на дуже ранніх стадіях, коли його об'єм незначний. Через це ембріон потребує швидкого встановлення зв'язку із кровообігом матері, що й зумовлює ранній розвиток судинної системи ембріона, оскільки материнська система кровообігу залишається у межах стінки матки, а кровоносна система ембріона повинна врости у неї.
Серце ембріона людини починає формуватися з листка мезодерми протягом третього тижня розвитку і спочатку є двошаровим. Внутрішній шар називається ендокардом, оскільки він призначений для формування внутрішнього вистилання серця. Зовнішній шар називається епіміокардом, оскільки він дає початок м'язовому шарові стінки серця і його епікардіальній оболонці. Спочатку серце утворюється у вигляді майже прямої двошарової трубки, розташованої по середній лінії у передній частині целому, згодом пряма серцева трубка помітно згинається і, видовжуючись, уперше ділиться на відділи: венозний синус, передсердя, шлуночок й артеріальний стовбур. Розділення серця на чотири порожнини, характерні для дорослих, відбувається у ході розвитку пізніше.
Ритмічні скорочення сформованої серцевої трубки ембріона спостерігаються вже на 21—23 день після зачаття (або через п'ять тижнів після останнього менструального періоду перед настанням вагітності). Частота серцевих скорочень чоловічого та жіночого ембріона (згодом плода) не відрізняється аж до народження.

## Анатомія серця

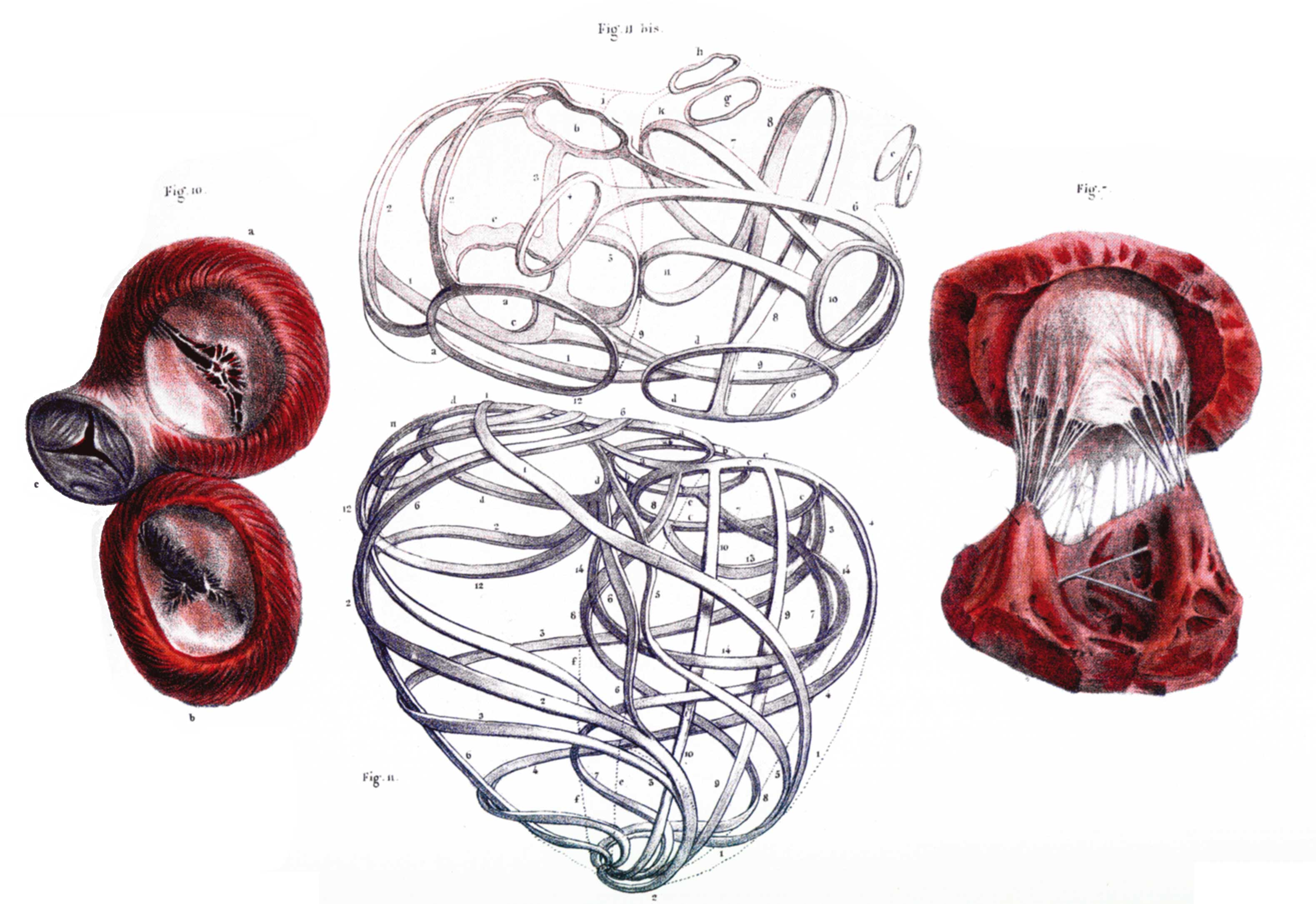
Буржері Жан, 1836. Клапани серця та його скелет.

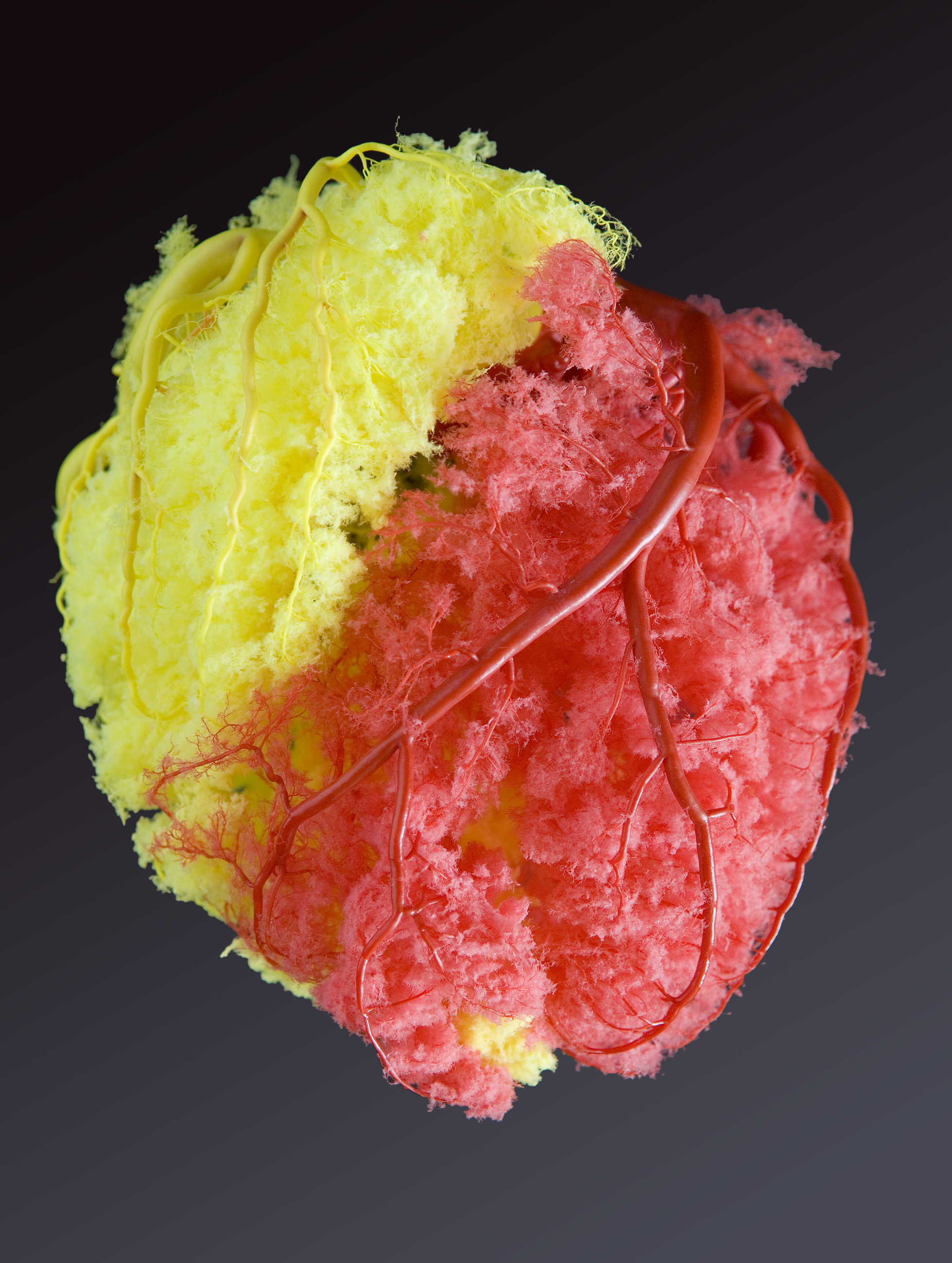
Зліпок коронарних артерій

Серце знаходиться у центрі грудної клітки, у нижній частині переднього середостіння, на сухожильному центрі діафрагми, між правою і лівою плевральними порожнинами. Нижній лівий край серця зміщений у ліву сторону, по відношенню до середньої лінії тіла воно розташоване несиметрично: близько 2/3 зліва від неї і близько 1/3 — справа. Залежно від напрямку проєкції поздовжньої осі (від середини його основи до верхівки) на передню грудну стінку розрізняють поперечне, похиле і вертикальне положення серця.
Серце знаходиться у тонкому, але щільному мішку — навколосерцевій сумці, чи перикарді, який складається з двох шарів (так званих листків, із порожниною між ними), відокремлює серце від інших органів і має захисну функцію. Зовнішній листок називається парієтальним перикардом; внутрішній — вісцеральним, він одночасно являє собою зовнішній шар серця (епікард). Разом ці два шари називаються серозним перикардом, оскільки порожнина перикарду містить невелику кількість серозної рідини, яка полегшує тертя його листків під час роботи серця.
Задньоверхня, більш широка частина серця називається його основою, у неї відкриваються великі вени і з неї виходять великі артерії. Передньонижня, вільна частина серця називається його верхівкою (лат. apex cordis). На поверхнях серця розрізняють три борозни: одну вінцеву, що розташована на межі між передсердями і шлуночками, і дві — передню і задню — поздовжні, що відокремлюють один шлуночок від іншого. У вінцевій борозні розташовані власні судини серця. На груднинно-ребровій поверхні серця вона сягає лише країв легеневого стовбура. Розрізняють передню і задню міжшлуночкові борозни серця, місце переходу однієї з них в іншу відповідає невеликому заглибленню — вирізці верхівки серця (лат. incisura apicis cordis), а в борознах залягають гілки коронарних судин, що йдуть поздовжньо.

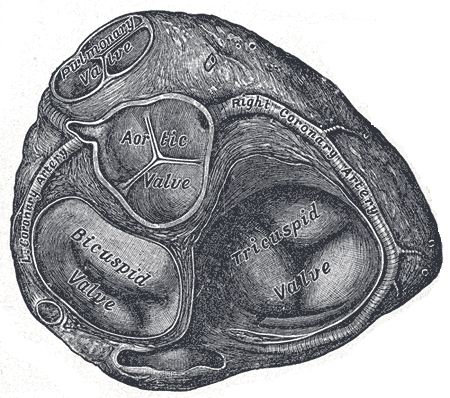
Клапани серця, вид зверху (ілюстрація з Анатомії Грея)
Aortic Valve = аортальний клапан
Bicuspid Valve = мітральний клапан
Pulmonary Valve = легеневий клапан
Tricuspid Valve = трикуспідальний клапан

Серце людини складається з чотирьох окремих порожнин — камер: правого і лівого передсердь та правого і лівого шлуночків. До правого передсердя (лат. atrium dextrum) входять порожнисті, а до лівого (лат. atrium sinistrum) — легеневі вени. З правого (лат. ventriculus dexter) і лівого (лат. ventriculus sinister) шлуночків виходять відповідно легенева артерія (легеневий стовбур) і висхідна аорта. Передсердя сполучені з відповідними шлуночками за допомогою отворів, по краю яких прикріплені серцеві клапани. Ці клапани, що внаслідок свого розташування називаються атріовентрикулярними, забезпечують рух крові в одному напрямку. Клапан між лівим передсердям і лівим шлуночком називається мітральним чи двостулковим. Клапан між правим передсердям і правим шлуночком називається трикуспідальним чи тристулковим. Крім цього, у серці містяться аортальний і легеневий клапани, кожен з яких утворений трьома півмісячними клапанами. Аортальний і легеневий клапани відокремлюють лівий і правий шлуночки від аорти і легеневої артерії відповідно і контролюють витікання крові з обох шлуночків.
У кожному циклі серцевої діяльності кров надходить до передсердь, а з них через серцеві клапани потрапляє до шлуночків, які при скороченні виштовхують кров до кіл кровообігу. У нормі при кожному скороченні правий шлуночок виштовхує до малого кола кровообігу таку ж кількість крові, як і лівий до великого. Стінка лівого шлуночка приблизно утричі більш товста, ніж стінка правого шлуночка, оскільки лівий має бути достатньо сильним для виштовхування крові до великого кола кровообігу, де опір потоку крові у кілька разів більший, а тиск крові у кілька разів вищий, ніж у малому.

### Кровопостачання
Кожна клітина серцевої тканини повинна постійно одержувати кисень і поживні речовини, що забезпечується власним кровообігом серця по системі його коронарних судин — коронарним кровообігом. Назва походить від назви двох артерій, лівої і правої, які «оплітають» серце неначе вінцем і постачають багату на кисень кров до міокарда. Коронарні артерії відгалужуються безпосередньо від аорти. Судини, що відводять збіднену на кисень кров від серцевого м'яза, називаються коронарними венами. Через коронарну систему проходить до 20 % крові, що виштовхується серцем.
Права і ліва коронарні артерії проходять по поверхні серця і відтак називаються ендокардіальними. Здорові коронарні артерії здатні до саморегуляції з метою підтримки величини потоку крові, що відповідає потребам серцевого м'яза. Ці судини, будучі відносно вузькими, часто страждають від атеросклерозу. Коронарні артерії, що проходять всередині міокарду, називаються субендокардіальними.

### Іннервація
Серце іннервується вегетативною нервовою системою, що регулює зародження збудження та проведення імпульсів і складається з симпатичних і парасимпатичних нервів. Прегангліонарні симпатичні волокна відходять від верхніх п'яти сегментів спинного мозку. Вони мають синапси у верхньому, середньому і нижньому шийних гангліях і у зірчастому ганглії. Від них відходять постгангліонарні волокна, що утворюють симпатичні серцеві нерви. Гілочки цих нервів йдуть до синусового й атріовентрикулярного вузлів, провідникової тканини м'язів передсердь і шлуночків і коронарних артерій. Ефект симпатичного нерва здійснюється за допомогою медіатора норадреналіну, що утворюється у закінченнях симпатичних волокон у міокарді. Симпатичні волокна збільшують частоту серцевих скорочень, тому їх називають кардіостимуляторами.
Парасимпатичні волокна серце одержує з блукаючого нерва, ядра якого розташовані у довгастому мозку. Від шийної частини стовбура блукаючого нерва відходять 1—2 гілочки, а від грудної частини — 3—4 гілочки. Прегангліонарні волокна мають свої синапси у внутрішньостінкових гангліях, що містяться у серці.
Постгангліонарні волокна йдуть до синусового й атріовентрикулярного вузлів, передсердної мускулатури, верхньої частини пучка Гіса і коронарних артерій. Наявність парасимпатичних волокон у м'язі шлуночків ще не доведено. Медіатором парасимпатичних волокон є ацетилхолін. Блукаючий нерв є кардіоінгібітором: він сповільнює серцевий ритм, загальмовуючи синусовий й атріовентрикулярний вузли.
Аферентні нервові імпульси від кровоносних судин, дуги аорти і каротидного синуса проводяться до серцево-судинного регуляторного центру у довгастому мозку, а еферентні — від того ж центру через парасимпатичні і симпатичні нервові волокна у синусовий вузол і решту частини провідникової системи і коронарні судини.

## Гістологічна будова серця

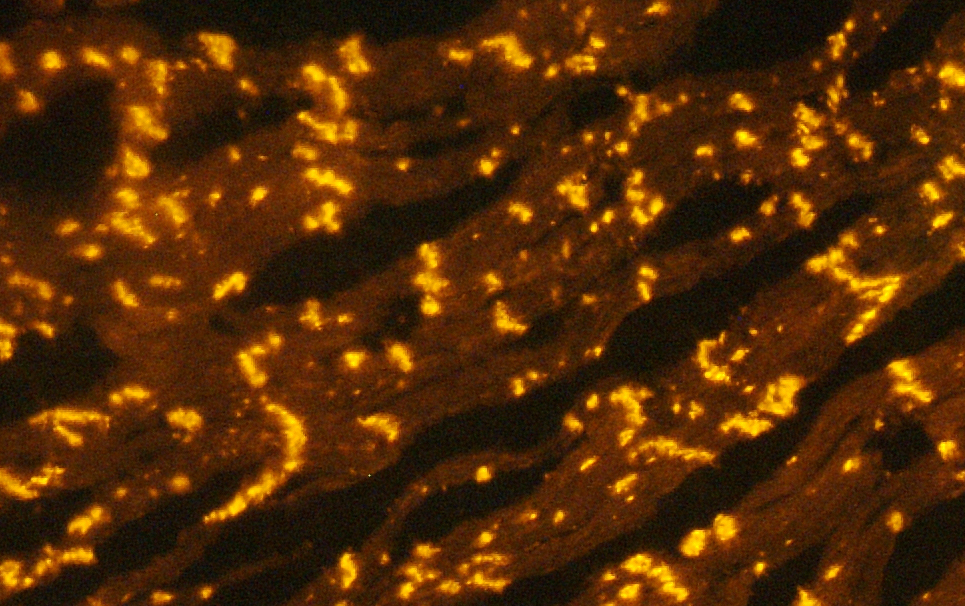
Щілинні контакти між кардіоміоцитами. Жовтим пофарбований білок коннексин 43. Зображення отримане за допомогою флуоресцентно-помічених антитіл

Стінка серця складається з трьох шарів. Зовнішній шар називається епікардом чи вісцеральним перикардом, оскільки він одночасно являє собою внутрішній листок (серозного) перикарду. Це гладенька, тонка і прозора оболонка, сполучнотканинна основа якої на різних ділянках серця, особливо в борознах і в області верхівки, включає жирову тканину. За допомогою вказаної сполучної тканини епікард зрощений з міокардом найбільш щільно в місцях найменшого скупчення чи відсутності жирової тканини.
Середній шар називається міокардом, чи серцевим м'язом, і складається з серцевої посмугованої м'язової тканини. Це потужна і

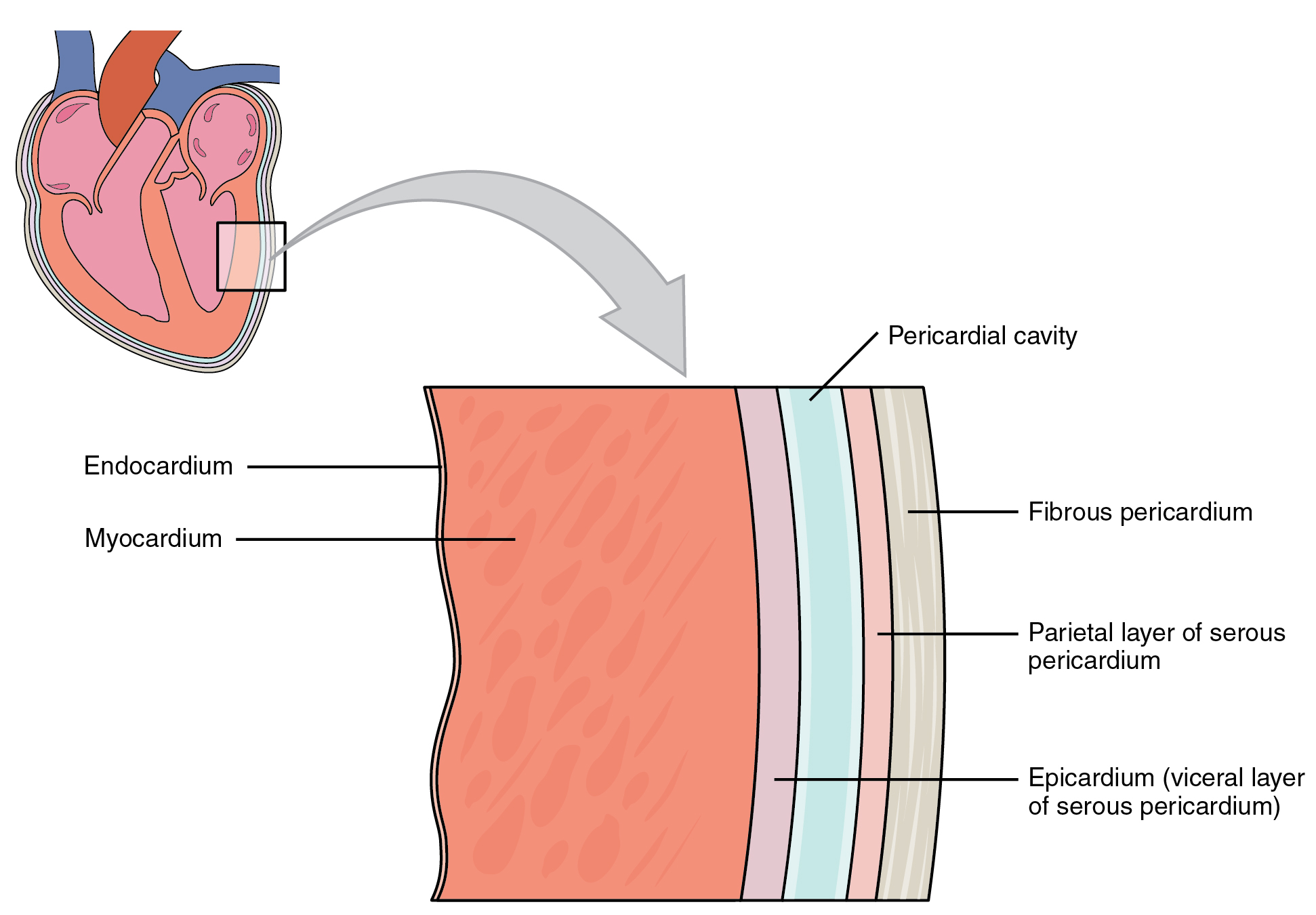
Шари серцевої стінки, в тому числі вісцеральний і паріетальний перикард.

значна за товщиною частина стінки серця. Клітини міокарду називають кардіоміоцитами. У стінках передсердь розрізняють два м'язових шари: поверхневий і глибокий, у стінках шлуночків таких шарів три: зовнішній, середній і глибокий. Мускулатура передсердь ізольована від мускулатури шлуночків, за винятком так званого пучка Гіса — пучка волокон, що починається у перетинці передсердь в області вінцевої пазухи (лат. sinus coronarius) серця і, ділячись на дві ніжки, проходить по правій і лівій сторонах міжшлуночкової перегородки, слугуючи для передачі імпульсів з одних відділів серця на інші. Міокард густо пронизаний кровоносними судинами і нервовими волокнами, що утворюють кілька нервових сплетінь. На кожен капіляр міокарду припадає близько чотирьох нервових волокон.
Внутрішній шар називається ендокардом і утворений з колагенових і еластинових волокон, серед яких містяться сполучнотканинні і гладеньком'язові клітини. Зі сторони порожнин серця ендокард вкритий ендотелієм. Він вистилає усі порожнини серця, щільно зрощений із м'язовим шаром, що лежить під ним, повторюючи всі нерівності останнього, переходить на внутрішню оболонку сполучених із серцем судин та вкриває поверхню серцевих клапанів.

## Серцева діяльність

### Основні фізіологічні властивості серцевого м'яза
- Автоматизм — здатність серця ритмічно скорочуватись під впливом імпульсів збудження, що спонтанно виробляються у ньому. У нормі найбільший автоматизм мають клітини синусового вузла, що розташований у правому передсерді.
- Збудливість — здатність серцевого м'яза збуджуватися від різних подразників фізичної або хімічної природи, що супроводжується змінами фізико-хімічних властивостей тканини. Під час збудження серця утворюється електричний струм, що реєструється гальванометром у вигляді електрокардіограми.
- Провідність — здатність серцевого м'яза проводити імпульси від місця їх виникнення до скоротного міокарда. При нормальній провідності відділи серця збуджуються у певному порядку. У нормі імпульси проводяться від синусового вузла до м'яза передсердь і шлуночків. Найбільшу провідність має провідна система серця.
- Скоротливість — здатність серця скорочуватися під впливом імпульсів. Сила скорочення серцевого м'яза прямо пропорційна початковій довжині м'язових волокон.
- Рефрактерність — неможливість збуджених клітин міокарду знову активізуватися при виникненні додаткових імпульсів. Розрізняють абсолютну і відносну рефрактерність. Під час абсолютної рефрактерності на серце не впливають імпульси будь-якої сили. Під час відносного рефрактерного періоду серце здатне до збудження, якщо сила імпульсу, що надходить, є більшою за звичайну.

### Кровообіг
Кров проходить через серце завжди в одному і тому ж напрямку, з передсердь до шлуночків та зі шлуночків у легеневу артерію й аорту. Рухові крові у зворотному напрямку перешкоджають трикуспідальний, мітральний, аортальний і легеневий клапани.
Серце діє як подвійний насос. Ліве передсердя і лівий шлуночок у сукупності утворюють «артеріальне серце», назване так за типом крові, що проходить через нього; праве передсердя і правий шлуночок об'єднуються у «венозне серце», назване за тим самим принципом. Збіднена на кисень кров, що надходить з великого кола кровообігу через верхню і нижню порожнисті вени, збирається до правого передсердя, а з нього потрапляє до правого шлуночка, який через легеневу артерію виштовхує її у мале коло кровообігу, де шляхом пасивного процесу дифузії відбувається газообмін. Збагатившись на кисень, кров з малого кола кровообігу через легеневі вени надходить до лівого передсердя, з нього до лівого шлуночка, який через аорту виштовхує її у велике коло кровообігу.
Скорочення передсердь чи шлуночків для нагнітання крові у систему кровообігу називається систолою, розслаблення серцевого м'яза, під час якого серце може прийняти кров — діастолою.

### Цикл серцевої діяльності

Зображення серцевої діяльності, одержане за допомогою магнітно-резонансної томографії (показано усі чотири камери)

Робота серця являє собою безперервне чергування періодів скорочення (систола) і розслаблення (діастола), що і складає серцевий цикл. Оскільки у спокої частота скорочень серця становить 60—80 циклів на хвилину, то кожен з них триває близько 0,8 с. При цьому 0,1 с триває систола передсердь, 0,3 с — систола шлуночків, а решту часу — спільна діастола серця.
До початку систоли міокард розслаблений, а серцеві камери заповнені кров'ю, що надходить з вен. Атріовентрикулярні клапани в цей час розкриті, і тиск у передсердях і шлуночках практично однаковий. Генерація збудження у синоатріальному вузлі призводить до систоли передсердь, під час якої завдяки різниці тисків, кінцево-діастолічний об'єм шлуночків зростає приблизно на 15 %. Із закінченням систоли передсердь тиск у них знижується.

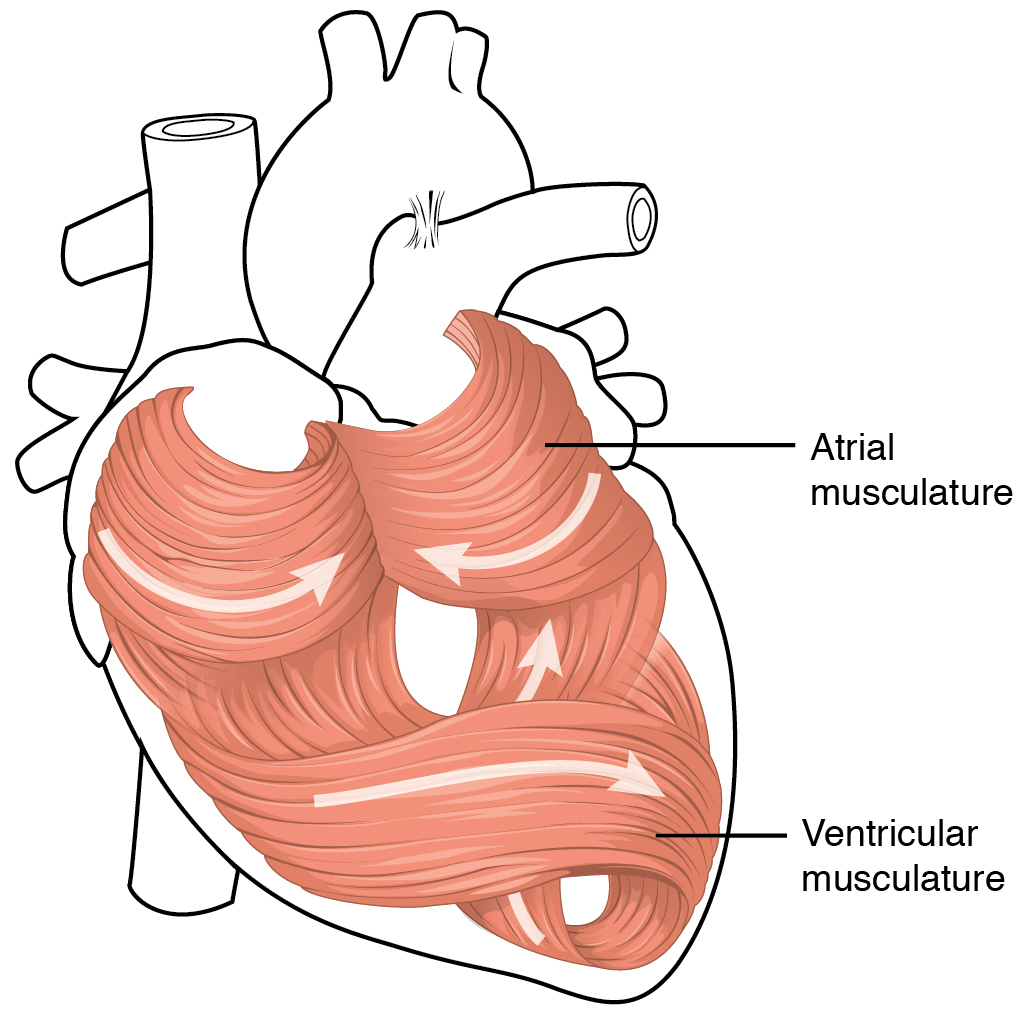
Закручений візерунок міокарда серця людини, допомагає серцевому насосу дієво перекачувати кров. Atrial musculature — м'язова система передсердь, Ventricular musculature — м'язова система шлуночків.

Оскільки клапанів між магістральними венами і передсердями немає, під час систоли передсердь відбувається скорочення кільцевої м'язової системи, яка оточує устя порожнистих і легеневих вен, що перешкоджає відтоку крові з передсердь назад у вени. У той же час систола передсердь супроводжується певним підвищенням тиску у порожнистих венах. Важливе значення у систолі передсердь має забезпечення турбулентного характеру потоку крові, яка надходить у шлуночки, що сприяє закриттю атріовентрикулярних клапанів.
З переходом збудження на атріовентрикулярний вузол і провідну систему шлуночків починається систола останніх, в ході якої тиск у них підвищується до величини, достатньої для закриття атріовентрикулярних клапанів, згодом — до величини, достатньої для відкриття півмісячних клапанів, і настає період вигнання крові з серця, загальна тривалість якого становить 0,25 с. По закінченню скорочення, тиск у шлуночках різко падає; у магістральних артеріях він знижується значно повільніше, що забезпечує закриття півмісячних клапанів і запобігає зворотному токові крові.
Після завершення систоли шлуночків виникає початковий етап діастоли — фаза ізометричного розслаблення, що проявляється при ще закритих клапанах і триває до миті, коли тиск у передсердях стає вищим за тиск у шлуночках, що призводить до відкриття атріовентрикулярних клапанів, і кров переходить у шлуночок. Цей період називається фазою швидкого наповнення; переміщення крові в цей період обумовлюється винятково різницею тисків у передсердях і шлуночках, в той час як його абсолютна величина в усіх серцевих камерах продовжує знижуватися. Діастола завершується фазою повільного наповнення (діастазису), протягом якої відбувається безперервне надходження крові з магістральних вен як у передсердя, так і у шлуночки.

### Регуляція роботи серця
Робота серця регулюється нервовою й ендокринною системами, вмістом у крові іонів кальцію Ca2+ і калію K+. Також наявна локальна міогенна регуляція роботи серця: закон Франка-Старлінга, феномен Анрепа, драбина Боудіча.

#### Нервова регуляція
Нервова система регулює частоту і силу серцевих скорочень: симпатична нервова система обумовлює посилення скорочень, парасимпатична — їхнє послаблення.
У стінках серця знаходяться численні внутрішньосерцеві ганглії, об'єднані в гангліозне сплетення, яке іноді називають «серцевим мозком».
Парасимпатична регуляція здійснюється крізь гілки блукаючого нерву, симпатична — крізь 1-6-й грудні ганглії симпатичного стовбуру. Переважним, є гальмівний вплив парасимпатичної системи, яка відзначається вищою швидкістю нервової передачі, а також тим, що нейромедіатор ацетилхолін також гальмує виділення збуджувального медіатору норадреналіну.
Автономна нервова регуляція роботи серця є динамічною та змінюється при різних захворюваннях.

#### Ендокринна регуляція
Вплив ендокринної системи на серце відбувається за допомогою гормонів, які можуть збільшувати чи зменшувати силу серцевих скорочень та змінювати їхню частоту. Основною ендокринною залозою, яка регулює роботу серця, можна вважати наднирники: дія їхніх гормонів адреналіну й ацетилхоліну на серце відповідає функціям симпатичної і парасимпатичної систем.

### Здоров'я серця
Для лікування серцевих захворювань доступні різні ліки та хірургічні методи. Лікування також стосується заходів щодо запобігання виникненню захворювання, попередження виникнення атеросклерозу, або зменшення погіршення симптомів. Серед основних профілактичних заходів – відмова від куріння, зниження споживання алкогольних напоїв, виконання фізичних вправ та удосконалення харчування задля зниження споживання жирів та цукру. Ліки також дозволяють контролювати діабет. Рівень холестерину можна знизити з допомогою статинів. Під час багатьох захворювань серця, зокрема миготливій аритмії, ваді клапанів серця, та після операції на серці, одночасно призначають антикоагулянти, як-от аспірин, варфарин або клопідогрель, заради зниження ризику інсульту чи тромбозу.
Для лікування ішемічних захворювань, можна призначати нітрогліцерин, бета-блокатори, а під час загострення, сильні анальгетики, наприклад морфін та інші опіати. Багато з цих препаратів, мають додаткові захисні властивості, зменшуючи активність симпатичної системи або розширюючи кровоносні судини. Для лікування захворювань, пов'язаних із серцевим ритмом, можуть призначати антиаритмічні засоби, виконувати кардіоверсію або встановлювати імплантати. Деякі антиаритмічні засоби впливають на електролітні канали, спонукаючи потенціал дії серця, як у разі блокаторів кальцієвих чи натрієвих каналів. Інші, перешкоджають збудженню серця симпатичною нервовою системою, наприклад стосовно бета-блокаторів. Треті змінюють рух натрію та калію крізь клітинні мембрани, як-от дигоксин. Атропін іде на лікування повільних ритмів, а аміодарон — на лікування нерегулярних ритмів. Аритмію, спричинену миготінням передсердь, також можна лікувати за допомогою електричної кардіоверсії. У разі уповільнення серцевого ритму або блокади серця, людині може бути імплантовано кардіостимулятор або дефібрилятор.

#### Харчування
Для прикладу, однією з головних причин, чому лляна олія вважається здоровою, є те, що вона містить альфа-ліноленову кислоту (ALA), рослинну жирну кислоту омега-3. Омега-3 є незамінними жирними кислотами (це означає, що організм не може самостійно їх синтезувати, тому їх потрібно вживати з їжею), і було показано, що вони мають сприятливий вплив на здоров’я серця. Однак, щоби мати такі переваги для здоров’я, організм повинен обернути ALA на інші форми омега-3, але цей процес недосконалий, оскільки насправді перетворюється лише невеликий відсоток. Насправді-ж, найкращим і найпридатнішим джерелом омега-3 жирних кислот, є жирна риба. Отож, хоча ALA в лляній олії, може забезпечити додаткові кислоти омега-3, її не слід вважати основним джерелом. DHA та EPA, що містяться в жирній рибі, є набагато потужнішими та дієвішими формами омега-3 жирних кислот, тому настанови щодо здоров’я, радять споживати 2-3 порції жирної риби на тиждень. Оливкова олія першого холодного віджиму, є однією з найбільш досліджених кулінарних олій у світі, і було доведено, що вона має численні переваги для здоров’я. Зокрема, оливкова олія першого віджиму, є основним джерелом жиру в середземноморській дієті. Цей спосіб харчування має вагомі докази, що свідчать про гарні наслідки для здоров’я в різних сферах, як-от здоров’я серцево-судинної системи, нейродегенеративні захворювання та діабет. Є також дані, які підтверджують користь для здоров’я оливкової олії першого віджиму як окремого продукту харчування, завдяки високому вмісту біоактивних сполук. Ці біоактивні сполуки мають протимікробні, протизапальні та антиоксидантні властивості. Отже, порада полягає в тому, щоби використовувати оливкову олію першого віджиму як основну олію на кухні, та споживати ціле або подрібнене насіння льону (борошно), а не лляну олію, яка до того-ж через високий вміст альфа-ліноленової кислоти, неймовірно схильна до окиснення, що робить її дуже несталою і схильною до швидкого псування.